# سیارک ۷۵۴۹
سیارک ۷۵۴۹ (به انگلیسی: 7549 Woodard، نامگذاری:1980TO5) هفت هزار و پانصد و چهل و نهمین سیارک کشف شده‌است که در ۹ اکتبر ۱۹۸۰ کشف شد.
قدر مطلق سیارک برابر ۱۲٫۶۰ است.